# Пам'ятник святому Іванові Павлу II (Бердичів)
Пам'ятник святому Іванові  Павлу II – скульптура, встановлена 19 липня 2015 року у місті Бердичеві на честь Папи Івана Павла II.

## Історія створення та встановлення
Пам’ятник було освячено 19 липня 2015 року в рамках святкування Урочистостей Матері Божої Бердичівської на площі Святого Івана Павла ІІ, перед Всеукраїнським Санктуарієм Матері Божої Святого Скапулярію в місті Бердичеві, Житомирської області. 
Замовником його розміщення було Бердичівське відділення Спілки поляків України, Парафія Непорочного Зачаття Пресвятої Діви Марії Римо-католицької церкви та Бердичівське товариство сприяння підприємництву. Рішення про спорудження пам’ятника понтифіку було прийнято в липні 2014 року. Тоді ж міська влада виділила територію для площі, що була названа на честь Івана Павла ІІ.   
Почесну місію з освячення пам’ятника виконав єпископ Києво-Житомирської дієцезії Ян Пурвінський, який упродовж тривалого часу очолював дієцезію, багато разів зустрічався зі Святійшим Отцем  та приймав його під час візиту до України 2001 року. За його словами, Понтифік завжди цікавився Бердичевом та його розвитком.
Архієпископ Мечислав Мокшицький, який був другим секретарем Івана Павла ІІ, благословив численних гостей і паломників, які зібрались на площі, реліквіями святого папи.  У Бердичеві віруючі мають змогу не лише складати свої прохання та обітниці перед Чудотворною іконою Матері Божої Бердичівської, яку особисто благословив папа, але і преклонитися до його реліквій, котрі знаходяться у Верхньому храмі костелу.
Ця одна з найвидатніших в християнському світі постатей має безпосереднє відношення до Бердичева. На постаменті під пам’ятником написані слова Івана Павла ІІ, які ним були сказані в Києві 2001 року біля ікони Матері Божої Бердичівської під час молитви Ангел Господній: 
|  | Думкою та серцем лину до Бердичева… і набожно припадаю до ніг Діви Марії, благаючи для всіх Її материнського заступництва… |

Велична постать Івана Павла ІІ, зведена на постаменті, тепер зустрічає віруючих та всіх, хто проходить або проїжджає дорогою біля кляштору. 
Скульптура є типовою, такі самі встановлені у Львові (вул. Брюховицька), Житомирі, Яворові, Вінниці, Мостиській, Хмельницькому.